# Eubi de Tebes
Eubi, en llatí Eubius, en grec antic Εὔβιος, fou un escultor grec.
Era nadiu de la ciutat de Tebes. Va fer unes estàtues de marbre blanc de l'Hèrcules Promac a la seva capella de Tebes. Va treballar conjuntament amb l'escultor Xenòcrit de Tebes. L'esmenta Pausànias.